# Antoni (Paropulos)
Antoni, imię świeckie Allen Paropulos (ur. 15 stycznia 1953 w Jersey City) – amerykański duchowny prawosławny pochodzenia greckiego w jurysdykcji Patriarchatu Konstantynopola, od 2002 biskup pomocniczy Greckiej Archidiecezji Ameryki ze stolicą w Fasiany.

## Życiorys
18 sierpnia 1985 przyjął święcenia diakonatu, a 3 grudnia 1989 prezbiteratu. 23 lutego 2002 otrzymał chirotonię biskupią.